# Énergie en Guinée-Bissau
Le secteur économique de l'énergie en Guinée-Bissau occupe une place prédominante dans le pays.
Elle fait appel à la biomasse, le bois, le charbon et les produits pétroliers.

## Géographie

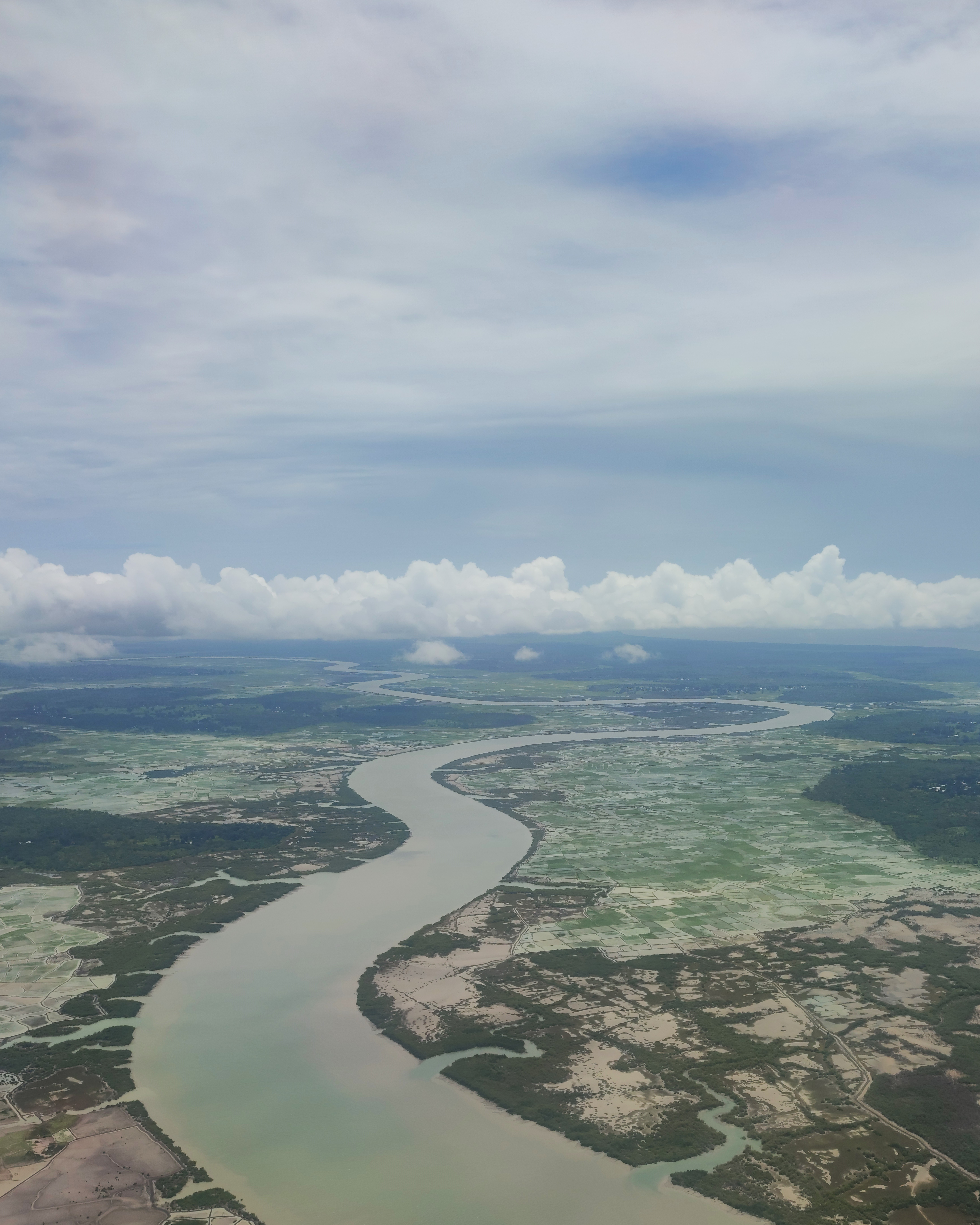
Fleuve Mansoa (septembre 2022).

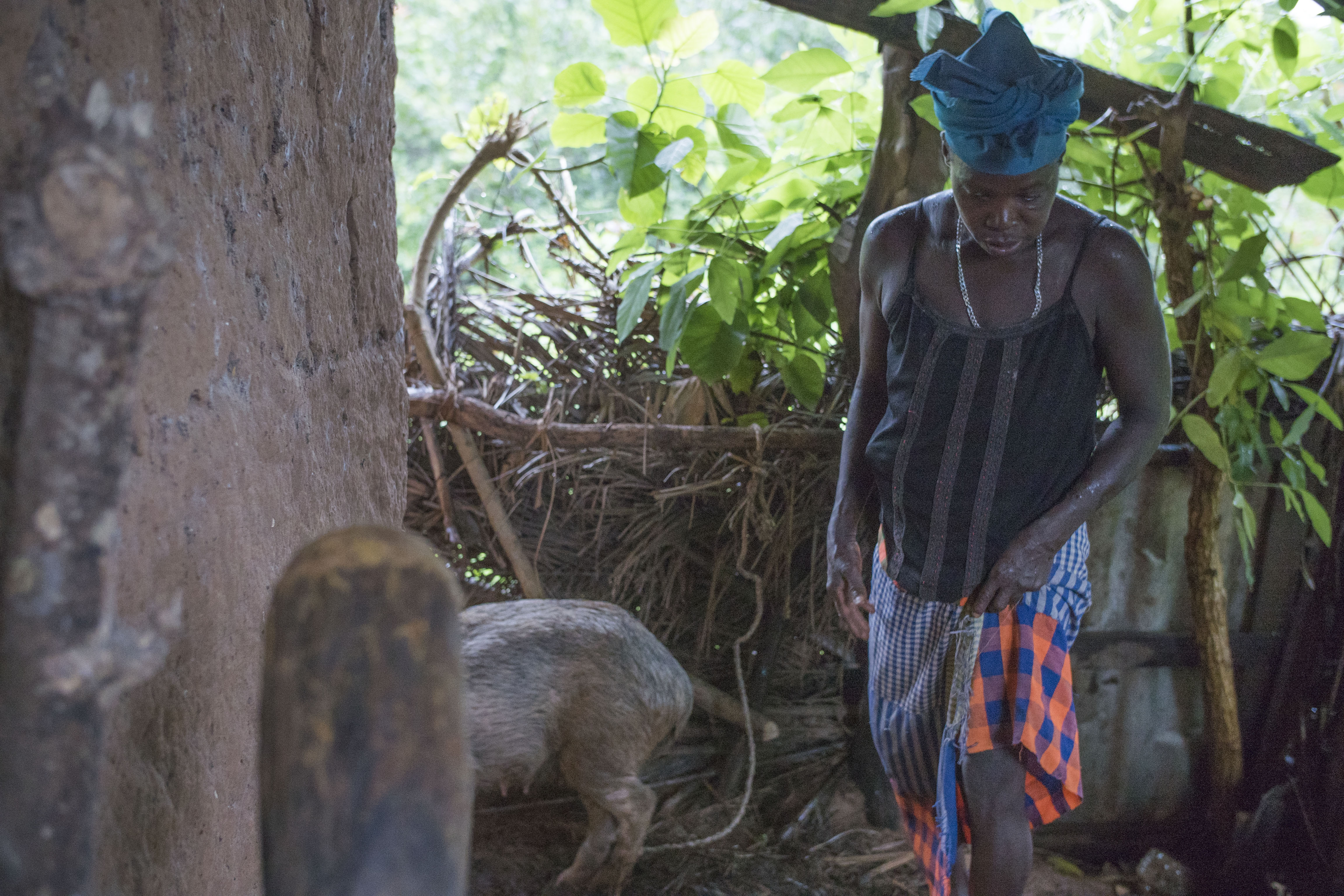
Fermière vivant sur une petite île au large de Bissau.

La Guinée-Bissau est un pays lusophone d'Afrique de l'Ouest, baigné par l'océan Atlantique, limité au nord par le Sénégal, à l'est et au sud-est par la république de Guinée. Le pays s'étend sur 36 120 km2, 28 000 km2 de terre et 8 120 km2 de mer  et comprend environ 80 îles et îlots de l'archipel des Bijagos .

## Contexte
La consommation d’énergie en Guinée-Bissau est d’environ 0,3 tep (tonne équivalent pétrole) par personne et par an, ce qui la place parmi les plus faibles au monde. La biomasse utilisée est d'environ 738 000 tonnes et représente plus de 95% de l’énergie totale consommée par les ménages. Le bois est le combustible dominant, avec une demande dépassant les 500 000 tonnes par an. Le charbon de bois est également largement utilisé, notamment dans la capitale. Le pays ne dispose pas de sources indigènes de pétrole, de charbon, de gaz naturel ou d’hydroélectricité. Les produits pétroliers sont importés, représentant des dépenses élevées pour l’économie du pays.

## Biomasse
L'utilisation de la biomasse représente plus de 84% suivie par les produits pétroliers (15%) et l'électricité (1%).
Les zones forestières de la Guinée-Bissau sont estimées à deux millions d'hectares. La ressource en biomasse disponible est d'environ 48,3 millions de m3. La consommation annuelle de bois à des fins énergétiques est estimée à 625 000 m3 ayant comme conséquence  la réduction des zones forestières. Le potentiel de biomasse disponible à partir de produits agricoles, de résidus de transformation du bois et de fumier de bétail est d'environ 67 000 m3 par an. En termes de production de biocarburants, il existe un potentiel d'environ 10 000 m3 à partir de l'anacarde et d'environ 20 hectares de plantations de pourghère.
Le bois est le combustible dominant avec une demande qui dépasse 1 400 kt par an, suivi par le charbon de bois qui est le combustible le plus utilisé dans la capitale.

## Électricité
En 2021, 35.76% de la population a accès à l'électricité.
Selon le bilan énergétique de 2018, la consommation d'électricité est dominée par le secteur des ménages (61%) suivi par le secteur industriel (29%). L'approvisionnement total en énergie primaire en 2018 est  de 543,74 ktep.
Le bilan énergétique 2020 de l'AFREC montre que la production d'électricité jusqu'en 2018 est  dépendante du thermique. Cependant, depuis 2014, le pays commence à utiliser des sources renouvelables. La production totale d'électricité en 2018 est de 179 GWh, le thermique fossile représente 98%.

## Produits pétroliers
La Guinée-Bissau ne dispose pas de sources significatives de pétrole, de charbon, de gaz naturel ou d'hydroélectricité. Par conséquent, les produits pétroliers sont importés, ce qui entraîne des dépenses élevées pour l'économie du pays.
La consommation et les importations de pétrole s'élèvent à environ 0,438 ktep par jour. En 2008, l'approvisionnement en énergie primaire est de 219 ktep, dont la biomasse représente 49% et le pétrole 51%.
Selon le bilan énergétique de 2007, la consommation de produits pétroliers est dominée par le secteur des transports (40,614 ktep), suivi par la production d'électricité (0,946 ktep) et le secteur résidentiel (0,240 ktep).

## Développement d'énergies alternatives

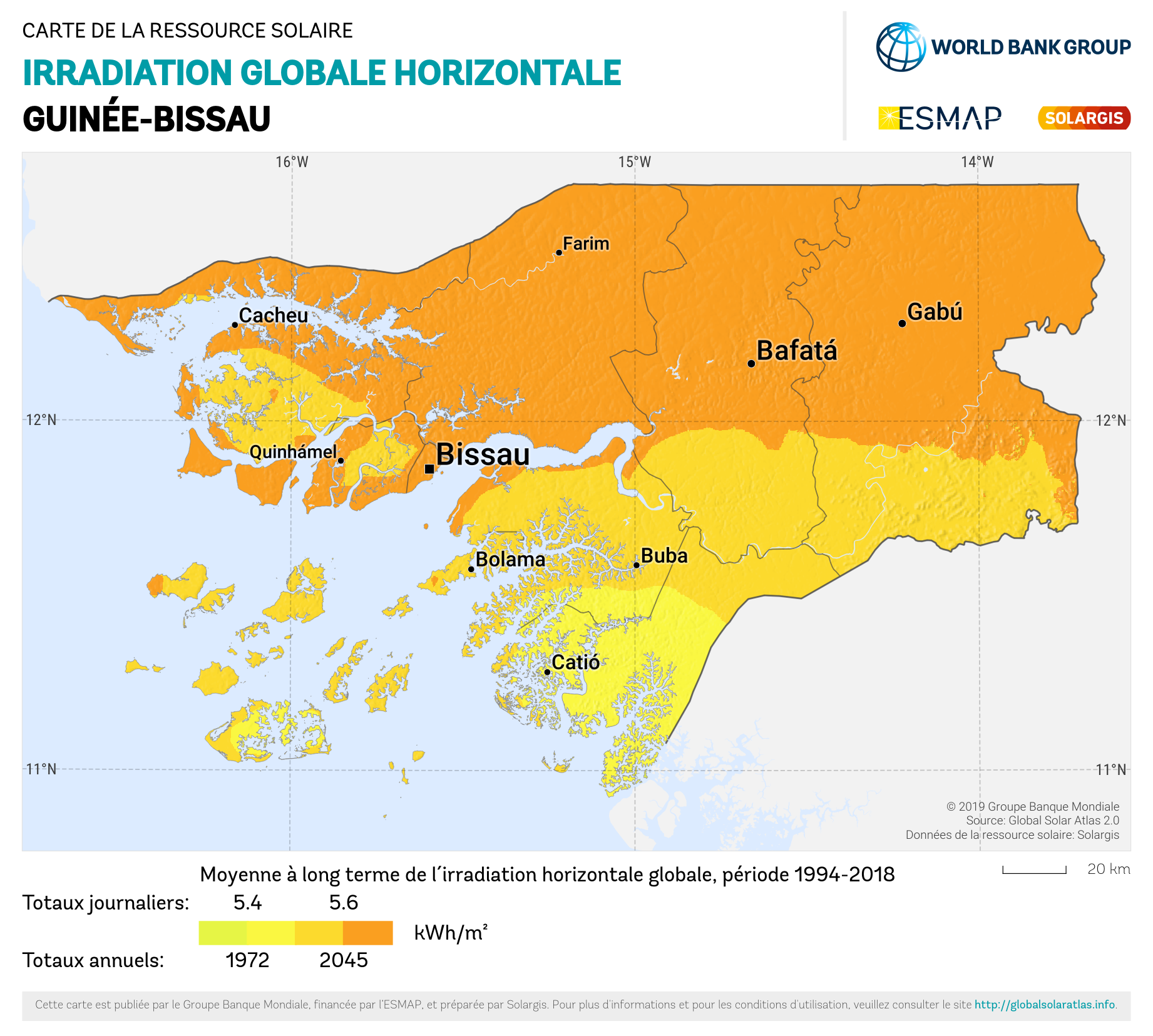
Carte des ressources solaires.

Le développement des sources d’énergie alternatives à pour obstacles le manque de financement, l’infrastructure limitée et la faible capacité technique de la population. Les sources d’énergie alternatives sont limitées.
- Énergie solaire : Le pays bénéficie d’un ensoleillement abondant.
  - Centrale solaire de Gardete : L’entreprise chinoise Sinohydro a remporté le contrat pour construire la centrale solaire de Gardete (20 MWp), située à environ 8 km de la capitale, Bissau. Elle sera équipée d’un système de stockage par batterie pour fournir de l’électricité aux habitants de Bissau et des environs après le coucher du soleil1[3].
  - Mini-réseaux hybrides solaires : La Banque de développement de l’Afrique de l’Ouest deux mini-réseaux hybrides de 1 MW à Gabu et Cahungo. Ces projets contribuent à l’électrification rurale [4].
  - Opportunités d’investissement en énergie renouvelable : La Guinée-Bissau explore d’autres opportunités d’investissement, notamment des systèmes solaires PV autonomes, des systèmes hybrides mini-réseaux et de la bioélectricité pour l’électrification rurale et les secteurs de la pêche et de l’agriculture[5].
- Énergie éolienne : L’énergie éolienne peut être exploitée dans certaines parties du pays.
- Biomasse améliorée : Des technologies plus efficaces de cuisson au bois peuvent être mises en place, permettant de réduire la déforestation.
- Petite hydroélectricité : La construction de petites centrales hydroélectriques pourrait être envisagée pour produire de l’électricité à petite échelle, la Guinée-Bissau possédant des rivières et des cours d’eau[2].